# Ракутін Костянтин Іванович
Ракутін Костянтин Іванович (3 червня 1902, село Новинки, Муромський повіт, Владимирська губернія, Російська імперія — 7 жовтня 1941, Смоленська область, РРФСР, СРСР) — радянський діяч НКВС і воєначальник, генерал-майор (1940), Герой Радянського Союзу (1990, посмертно). Загинув у бою під час Другої світової війни.

## Біографія
Народився у селянській родині в селі Новинки (нині Нижегородська область Російської Федерації), пізніше сім'я переїхала до Нижнього Новгорода, де майбутній воєначальник закінчив реальне училище.
Із 1919 році служив у Червоній армії. Учасник громадянської війни в Росії. Воював у складі 53-ї прикордонної стрілецької дивізії. Під час радянсько-польської війни потрапив у польський полон. Після повернення з полону був відправлений на Далекий Схід, де взяв участь у боях з білогвардійцями. Потім продовжував службу в органах ВЧК-ОГПУ.
У міжвоєнний період Ракутін служив у прикордонних військах. У 1927 році він як начальник Охотської окремої прикордонної комендатури брав участь у прилушенні Якутського повстання.
Закінчив Вищу прикордонну школу ОГПУ (1931) і Військову академію імені М. В. Фрунзе (1937).
У 1937—1939 роках — начальник 13-го Березинського прикордонного загону в Білорусі, у 1939 році — начальник 85-го Лідського прикордонного загону на заході Білорусі.
Учасник радянсько-фінської війни. Під час боїв з фінами Ракутін був начальником штабу Ленінградського прикордонного округу військ НКВС і начальником військ по охороні тилу 15-ї армії.
Із 21 липня 1940 по 22 червня 1941 року Ракутін був начальником Прибалтійського прикордонного округу НКВС СРСР.

### Німецько-радянська війна
Із початком німецько-радянської війни Прибалтійський прикордонний округ був розформований, а його війська передані Північно-Західному фронту. Ракутін був призначений заступником командувача військами Північно-Західного фронту по охороні тилу.
15 липня 1941 року Ракутін був призначений командувачем 31-ї армії, але в той же день цей наказ був відмінений і він був призначений командувачем 24-ї армії. На чолі армії Ракутін брав участь у Смоленській битві. Війська 24-ї армії провели Єльнінську наступальну операцію. Хоча місто Єльня і було відбите у німців, 24-та армія понесла величезні втрати і не змогла організувати оборону на нових ркбежах.
У жовтні 1941 року в ході операції «Тайфун» німці оточили в районі Вязьми 19-ту, 20-ту, 24-ту і 32-гу армії. 24-та армія була повністю знищена, а її командувач генерал Ракутін загинув у бою.
У 1996 році останки Ракутіна були віднайдені пошуковцями і перепоховані в меморіальному комплексі «Снегири» під Москвою.

## Військові звання
- Майор (1936)
- Полковник (1938)
- Комбриг (2 лютого 1940)
- Генерал-майор (4 червня 1940)

## Нагороди
- Герой Радянського Союзу (5 травня 1990, посмертно)
- Орден Леніна (5 травня 1990, посмертно)
- Орден Вітчизняної війни 1-го ступеня (1965, посмертно)[3]
- Орден Червоної Зірки (14 лютого 1941)
- Медаль «XX років РСЧА» (1938)
- Знак «Почесний працівник ВЧК-ГПУ (XV)» (1932)
- Нагородний пістолет «Маузер» від Колегії ОГПУ (1927)